# Сен Сезер (Квебек)
Сен Сезер (фр. Saint-Césaire) је град у Канади у покрајини Квебек. Према резултатима пописа 2011. у граду је живело 5.686 становника.

## Становништво
Према резултатима пописа становништва из 2011. у граду је живело 5.686 становника, што је за 10,4% више у односу на попис из 2006. када је регистровано 5.151 житеља.
| 2006. | 2011. |
| ----- | ----- |
| 5.151 | 5.686 |